# Carrer de la Cort (Valls)
El carrer de la Cort del municipi de Valls (Alt Camp) està inclòs com a monument a l'Inventari del Patrimoni Arquitectònic de Catalunya.

## Descripció
En el s'ubica un conjunt comercial molt important, amb edificacions amb totes característiques similars. El carrer de la Cort neix a la plaça del Blat i, formant una corba suau, es dirigeix cap a la plaça del Pati, on s'acaba. Molts són els edificis notables que allotja aquest carrer, el més important de Valls: es poden citar la casa dels Frares de Santes Creus, la capella del Roser i el Centre de Lectura, entre els més remarcables.

## Història

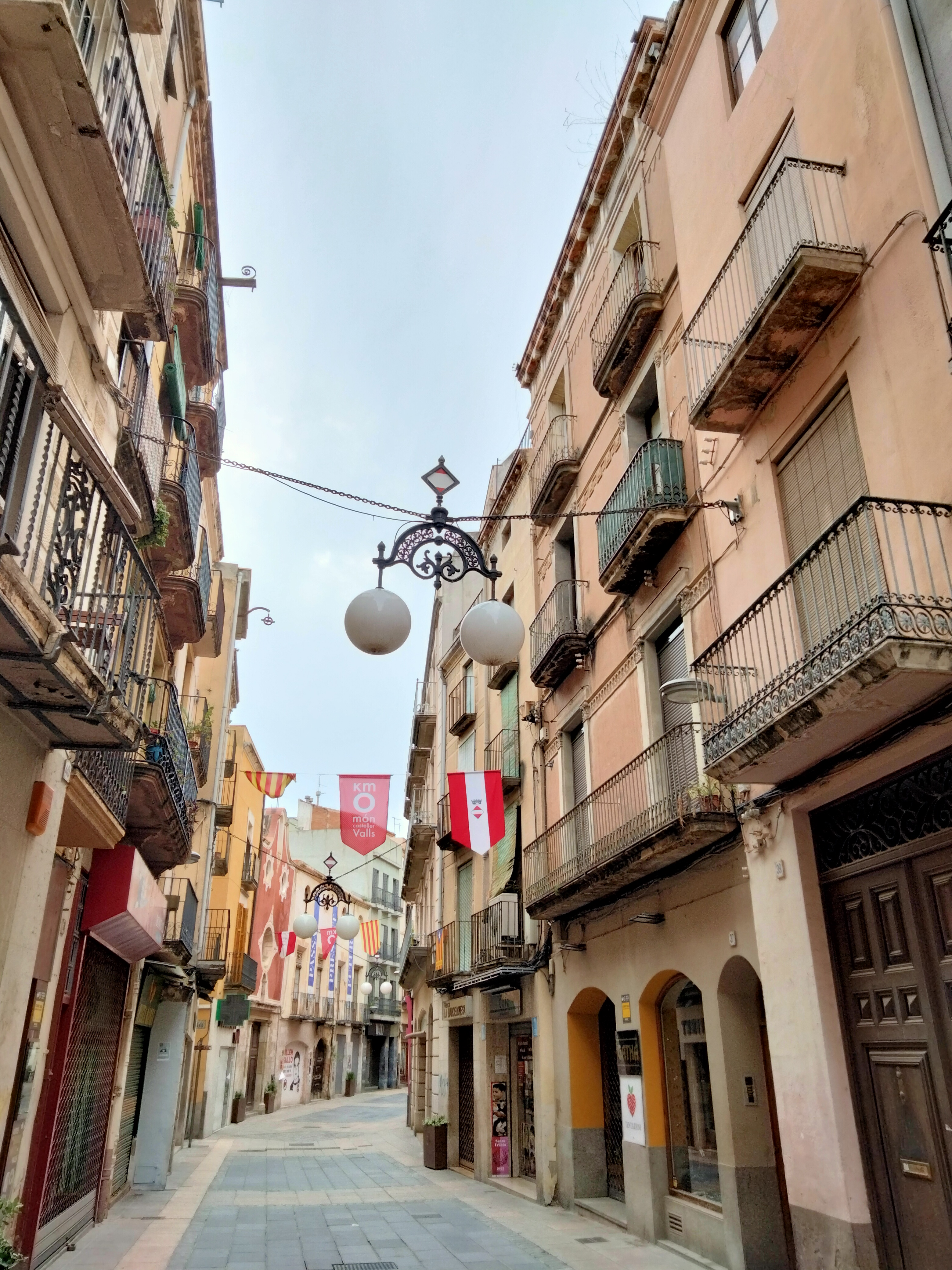
Tram central del carrer, amb la capella del Roser al fons a l'esquerra

El carrer de la Cort ha estat sempre la primera via comercial vallenca. Fins al segle xvi era conegut amb el nom de carrer de la Vilanova i el segle xvii va prendre tres noms: carrer de la Cort, des de la plaça del Blat fins a la costa de la Peixateria; carrer del Roser, des de l'esmentada costa fins al carreró del Roser, i carrer del Castell, des d'ací fins al Pati. A mitjan segle xix va adquirir el nom de carrer de la Cort, que manté en l'actualitat, excepció feta del període de la guerra, en què es va dir carrer de Durruti, i de la postguerra, en el que rebé el nom de Baldrich. Aquest carrer no es va empedrar fins a l'any 1921.
Durant els anys vuitanta del segle XX patí diverses modificacions, la més destacada és la transformació en illa de vianants. Alguns dels edificis que en formen part han estat restaurats, com la capella del Roser. Destaca també la nova il·luminació i el paviment del carrer, així com la intervenció realitzada a la costa de la Peixateria, al capdamunt de la qual s'hi va col·locar com a element ornamental una font de ferro amb llum.